# Russin

Russin é uma comuna suíça do Cantão de Genebra que fica rodeada por Dardagny, Satigny, Aire-la-Ville e Cartigny, e onde o Rio Ródano faz de fronteira com as comunas do Sul, Aire-la-Ville e Cartigny.
Segundo o Departamento Federal de Estatísticas Puplinge ocupa uma superfície de 4.91 km2 e com 14.8 % de terreno ocupado por habitações ou infra-estrutura, enquanto mais de 50 % é superfície agrícola. A população não tem variado quase nada pois em 1940 tinha atingido mais de 300 habitantes e em 2008 só tinha mais uma centena de pessoas.
Tal como acontece com as comunas vizinhas de Dardagny e Satigny, Russin é um grande produtor de vinho, e como eles produz o Gamay, o Pinot Noir como o Pinot Branco e o Chasselas , como nas caves do Molards que produz vinhos desde 1352 .